# Bomis larvata
Bomis larvata là một loài nhện trong họ Thomisidae.
Loài này thuộc chi Bomis. Bomis larvata được Ludwig Carl Christian Koch miêu tả năm 1874.